# Западный Будулан
Западный Будулан — село в муниципальном районе «Агинский район» Агинского Бурятского округа в Забайкальском крае России.
Входит в состав сельского поселения «Будулан».

## География
Западный Будулан находится на реке Онон, к западу от села Будулан, на расстоянии около 80 км к юго-юго-востоку от административного окружного и районного центра — пгт.Агинское.
Климат
Климат характеризуется как резко континентальный засушливый. Абсолютный минимум температуры воздуха самого холодного месяца (января) составляет −56 °C; абсолютный максимум самого тёплого месяца (июля) — 38 °C. Среднегодовое количество атмосферных осадков составляет 250—380 мм.

## История
Образовано в 2013 году путём выделения из состава села Будулан.

## Население
| 2021 |
| ---- |
| 0    |

## Транспорт
Региональная автодорога «Подъезд к с. Будулан».
В 120 км по автодороге находится ближайшая ж.-д. станция — Могойтуй.